# 稳健性 (计算机科学)
计算机科学中，稳健性（英語：robustness）是指一个计算机系统在执行过程中处理错误，以及算法在遭遇输入、运算等异常时维持正常运行的能力。
诸如模糊测试的形式化方法中，必须通过制造错误的或不可预期的输入来验证程序的稳健性。很多商业产品都可用来测试软件系统的稳健性。

## 外部連結
- （英文）Examples Robustness Requirements（页面存档备份，存于）